# Mitteldick
Mitteldick war eine bewaldete selbständige Gemarkung mit einer Oberförsterei, deren Kerngebiet gerodet wurde, um die Gemeinde Zeppelinheim zu erbauen, die seit 1977 ein Stadtteil von Neu-Isenburg im Landkreis Offenbach in Hessen ist.

## Geographische Lage
Die Waldgemarkung Mitteldick mit einer Fläche von 1532,2 Hektar (1927) lag beiderseits des Hengstbachs, der nach Westen zum Schwarzbach entwässert und der wiederum südlich der Mainspitze in den Rhein mündet. Mitteldick war Teil des relativ flachen, geschlossenen Waldgebietes zwischen der Bahnstrecke Frankfurt am Main–Heidelberg im Osten, dem Frankfurter Stadtwald im Norden, dem Main im Nordwesten und dem Hessischen Ried bei Groß-Gerau im Südwesten, das zu Anfang des 20. Jahrhunderts die großherzoglich-hessischen Oberförstereien in Raunheim, Kelsterbach, Mitteldick, Mörfelden, Langen, Isenburg, Groß-Gerau und Mönchbruch umfasste. 

## Verkehr
Der Forstbezirk Mitteldick wurde zunächst durch die von Groß-Gerau kommende und ihn in gerader Linie durchquerende Frankfurter Straße erschlossen. Sie wurde später in den Verlauf der Bundesstraße 44 einbezogen. An einem leichten Knick der Straße am Übergang über den Hengstbach und in zentraler Lage in der Gemarkung lag das Forsthaus Mitteldick. Hier bündelten sich noch andere ebenfalls schnurgerade durch den Wald angelegte Schneisen. Eine Kirchschneise führte nach Kelsterbach, eine andere nach Langen. Die Mitteldicker Allee verband das Forsthaus mit Schloss Wolfsgarten und durchschnitt dabei das Areal am Langener Waldsee. Der Neue Forstweg verband das Forsthaus mit Buchschlag und Sprendlingen und wurde später zur Landesstraße L 3262 ausgebaut. Vervollständigt wurde die Verkehrserschließung durch die Großherzoglich Hessische Waldbahn Sprendlingen–Klaraberg (1901–1927), den Bahnhof Mitteldick an der Riedbahn und den Bahnhof Sprendlingen an der Main-Neckar-Bahn.

## Geschichte
1600 ging der Isenburgische Niederwald oder Mitteldick mit Kelsterbach an die Landgrafschaft Hessen-Darmstadt über. 1709 wurde das Forsthaus Mitteldick erbaut und bestand bis 1997. 1771 ließ Landgraf Ludwig von Hessen in den Forsten Mönchbruch, Gerau und Mitteldick den Gerauer Wildpark anlegen. Seit 1799 ist das Falltorhaus nachgewiesen. 1896 wurde dem Forsthaus gegenüber eine Waldgaststätte mit Biergarten eröffnet, die bis 1964 Bestand hatte. Von 1901 bis 1927 unterquerte hier die Großherzoglich Hessische Waldbahn Sprendlingen–Klaraberg die Riedbahn (Mannheim–Frankfurt).
Um den vielen Waldarbeitern den täglichen weiten Fußweg in die Gemarkung zu ersparen, wurde am 1. Oktober 1901 an der Riedbahn die „Bedarfshaltestelle Mitteldick“ eingerichtet. Diese machte das Waldgebiet mit der Gastronomie am Forsthaus zugleich auch zu einem leicht erreichbaren und beliebten Ausflugsziel. Auch das Umfeld am anderen Bahnhof, der Station Sprendlingen, wurde zu einem besonderen Anziehungspunkt. Hier wurde ein kleiner Teil aus der Gemarkung Mitteldick ausgegliedert, um Platz zu schaffen für den Bau der Villenkolonie Buchschlag.
Als im Jahr 1934 westlich von Mitteldick die Rodungen für einen Luftschiffhafen begannen, wurde das Umfeld des Forsthauses Mitteldick als Standort einer Siedlung für die Mitarbeiter des Luftschiffhafens ausgesucht: Zeppelinheim. Der größte Teil der Waldgemarkung wurde in die für diese Siedlung am 1. Januar 1938 neu geschaffene Gemeinde eingegliedert.